# Ampedus francolinus
Ampedus francolinus là một loài bọ cánh cứng trong họ Elateridae. Loài này được Bouwer miêu tả khoa học năm 1984.